# Marie-Julie Bonnin
Marie-Julie Bonnin (Burdeos, 17 de diciembre de 2001) es un deportista francesa que compite en atletismo, especialista en la prueba de salto con pértiga.
Ganó una medalla de oro en el Campeonato Mundial de Atletismo en Pista Cubierta de 2025 y una medalla de bronce en el Campeonato Europeo de Atletismo en Pista Cubierta de 2025.

## Palmarés internacional
| Campeonato Mundial en Pista Cubierta | Campeonato Mundial en Pista Cubierta | Campeonato Mundial en Pista Cubierta | Campeonato Mundial en Pista Cubierta |
| Año                                  | Lugar                                | Medalla                              | Prueba                               |
| ------------------------------------ | ------------------------------------ | ------------------------------------ | ------------------------------------ |
| 2025                                 | Nankín (China)                       | Medalla de oro                       | Salto con pértiga                    |
| Campeonato Europeo en Pista Cubierta |                                      |                                      |                                      |
| Año                                  | Lugar                                | Medalla                              | Prueba                               |
| 2025                                 | Apeldoorn (Países Bajos)             | Medalla de bronce                    | Salto con pértiga                    |